# I Corps (Vereinigtes Königreich)
Das I Corps (deutsch I. Korps) war ein Großverband der British Army, der im Ersten und Zweiten Weltkrieg, jeweils als Teil der British Expeditionary Force, zum Einsatz kam. Später nahm es an der Invasion in der Normandie teil. Das I. BR Corps (BAOR) war ein Großverband der Britischen Rheinarmee, welcher von 1951 bis 1994 der multinationalen Heeresgruppe NORTHAG der NATO unterstellt war. 

## Geschichte
Das Memorandum des Kriegsministers (Secretary of State for War) Edward Stanhope legte 1891 fest, dass Großbritannien in der Lage sein sollte, neben den Garnisonen in Indien zusätzlich für die Heimatverteidigung zwei aktive und ein zu mobilisierendes Korps mit jeweils 3 Divisionen zu unterhalten. Als im September 1899 der Zweite Burenkrieg ausbrach, wurde diese Field Force (auch als 1st Corps bezeichnet) mobilisiert und nach Kapstadt verlegt. Es wurde im Rahmen des heimatlichen Aldershot Command unter den Befehl des Generals Sir Redvers Buller gestellt. Im Südafrika kämpfte das Korps aber niemals als geschlossener Verband; seine drei Divisionen waren über den ganzen Kriegsschauplatz verteilt. Die 1901 vom Parlament bewilligte Verstärkung des stehenden Heeres erlaubte sechs Armeekorps, die auf sechs regionale Bezirke (Aldershot, Southern, Irish, Eastern, Northern und Scottish) aufgeteilt waren. Diese Arrangements beruhten aber nur auf theoretischer Basis. Im Jahre 1907 wurde das kurzfristig in „Aldershot Corps“ unbenannte Kommando wieder als „Aldershot Command“ bezeichnet. Die von Haldane begonnene Armeereform von 1907 schuf zwar weitere zusätzliche Truppenverbände für den Einsatz in Übersee, aber nur das I. Corps (Aldershot Command) und II. Corps (Southern Command in Salisbury) wurde ganz aus regulären Truppen gebildet.

### Erster Weltkrieg
Das ab 11. August 1914 in Le Havre angelandete Korps unter General Douglas Haig war Teil des Britischen Expeditionskorps (BEF) unter General John French. Während der Schlacht bei Mons am 23. August 1914 bildete der Großverband zwischen Jemappes und dem Canal du Centre den rechten Flügel der Briten und musste erst nach dem Durchbruch beim II. Corps, gegenüber dem deutschen IX. Armeekorps zurückgehen. Der Rückzug östlich von Paris führte das Corps am 3. September an der Linie Gretz-Armainvilliers und Tournan-en-Brie zurück zur Seine. Nach dem Gegenangriff in der Schlacht an der Marne (9. September) verfolgte das Korps die Deutschen über Fère-en-Tardenois an die Aisne und stand Mitte September in Großkampf um den Chemin des Dames. Die Briten überquerten die Aisne, das I. Corps landete am nördlichen Ufer bei Bourg-et-Comin und bildete auf der rechten Seite einen Brückenkopf. Haigs Truppen gewannen nach schweren Kämpfen um die Hochfläche bei Courtacon und Verneuil Raum in nördlicher Richtung auf Monthenault und drängten die Deutschen auf die Ailette zurück. Mit dem Wettlauf zum Meer wurde der Großverband über die Bahnlinie von Cassel bis Mitte Oktober 1914 zum Ypernbogen verlegt und ging in den neuen Stellung bei La Bassée und Givenchy in den Stellungskrieg über. Ab 20. Oktober trugen Haigs Truppen die Hauptlast der Abwehr deutscher Angriffe auf Ypern, das I. Corps erhielt kurzfristig auch die 7th Division des IV. Corps zugeteilt, welche sich Ende Oktober in der Schlacht von Gheluvelt bewährte. 
Während der Kämpfe von Aubers und Festubert (9. Mai 1915) hatte das I. Corps noch die 1st und 2nd Division unterstellt, wurde aber bereits von der 47th (1/2nd London) Division der Territorial Force sowie der kanadischen 1st Canadian Division verstärkt. Nach Beginn der Schlacht bei Loos wurde am 25. September 1915 von britischer Seite erstmals Giftgas eingesetzt, das I. Corps (2nd, 7th, 9th Division) versuchte die Front des deutschen IV. Armeekorps in Richtung auf La Bassée und Hulluch zu durchbrechen. Die gegen Hulluch angesetzte 7th Division hatte am ersten Angriffstag 5.200 Mann an Verlusten, Generalmajor Capper wurde tödlich verwundet. General Thesiger, der Kommandeur der schottischen 9th Division, fiel am folgenden Tag durch deutschen Artilleriebeschuss. Im Spätsommer 1916 kam die 1st und 2nd Division bei der Schlacht an der Somme an der Ancre kurzfristig zum Einsatz.
Während der Schlacht von Arras im April 1917 hatte das I. Corps (6th, 24th und 31st Division) unter General Holland zwischen Lens und Givenchy nur ablenkend anzugreifen. Im Juli 1917 bei der 1st Army stehend, waren dem Korps im Raum Loos die 6th und 46th Division unterstellt, welche in der zweiten Augusthälfte mit dem Kanadischen Korps erfolgreich um die Höhe 70 rangen. Im November 1918 bildete das im Raum Lens vorgehende I. Corps den rechten Flügel der 5th Army (General Birdwood) und stand mit der 15. und 58. Division im Vormarsch auf Nevergnies, die 16th Division bildete dahinter die Reserve.

### Zweiter Weltkrieg
Nach der am 3. September 1939 erfolgten Kriegserklärung Großbritanniens an das Deutsche Reich wurde erneut ein Expeditionskorps unter Lieutenant General Lord Gort gebildet und nach Frankreich und Belgien verlegt. General John Dill erhielt das Kommando über das I. Corps, dem die 1st, 2nd und 48th Division unterstellt waren und das an der Dyle im Raum östlich von Brüssel vorgeschoben wurde. Beim deutschen Angriff zu Beginn der Schlacht um Frankreich am 10. Mai 1940 wurde das I. Corps von General Barker geführt und musste sich nach dem Durchbruch des deutschen XXXIX. (39.) Armee-Korps an die Schelde zurückziehen. Nachdem die Panzergruppe Kleist am 20. Mai im Raum Abbeville zum Ärmelkanal durchgebrochen war, musste Lord Gort den Rückzug auf Dünkirchen befehlen. Das I. Corps deckte während der Schlacht von Dünkirchen mit der 1st Division (General Alexander) den Rückzug des Expeditionskorps zur Küste, das in der Operation Dynamo bis 5. Juni großteils über den Ärmelkanal evakuiert werden konnte.
Das I. Corps nahm am 6. Juni 1944 unter Leutnant General John Crocker an der Invasion in der Normandie als Teil der 2nd Army teil. Unterstellt waren die kanadische und britische 3rd Division, sowie die kanadische 3rd Canadian Armoured und britische 27th Armoured Brigade. Die Kanadier landeten links vom XXX. Corps (General Bucknall) am östlichen Sektor von Juno Beach zwischen Courseulles-sur-Mer und St. Aubin, während die Briten am Sword Beach beiderseits des Ouistreham an Land gingen. Während der Schlacht um Caen brach das Korps bei der Operation Goodwood (18. bis 20. Juli) mit dem neu herangezogenen VIII. Corps östlich der Stadt über Demouville durch die deutsche Verteidigung (21. Panzer-Division und 12. SS-Panzer-Division) bis zur Eisenbahnlinie bei Cagny durch. Im September 1944 besetzte das Korps als Teil der 1st Canadian Army St. Valery mit der 49th Division und der 51st Division in der Operation Astonia den Hafen von Le Havre (12. September) und rückte zum Schelde-Abschnitt vor.

## Bei der Rheinarmee

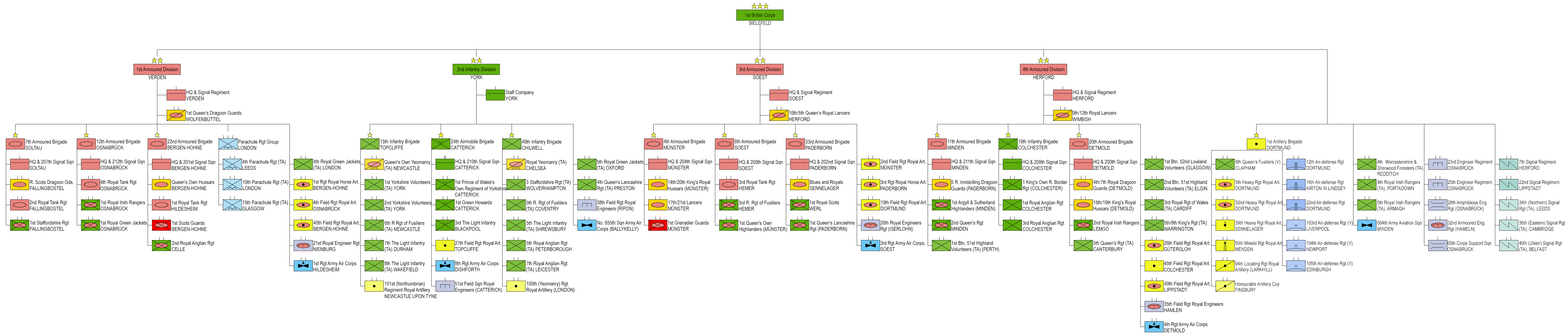
Gefechtsgliederung I. BR Corps 1989

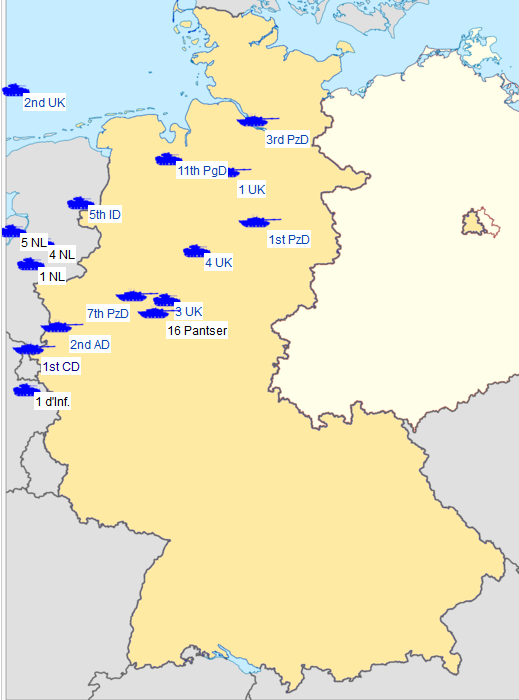
Dislozierung der NORTHAG-Divisionen 1989

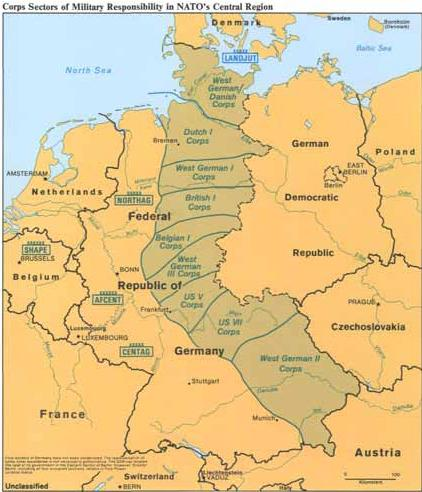
Verantwortungsbereiche der Korps in NATO-Mitteleuropa in den 1980er Jahren

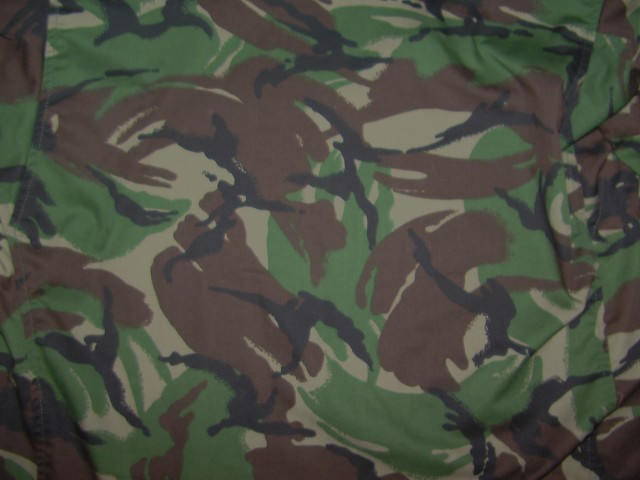
Britisches Flecktarnmuster

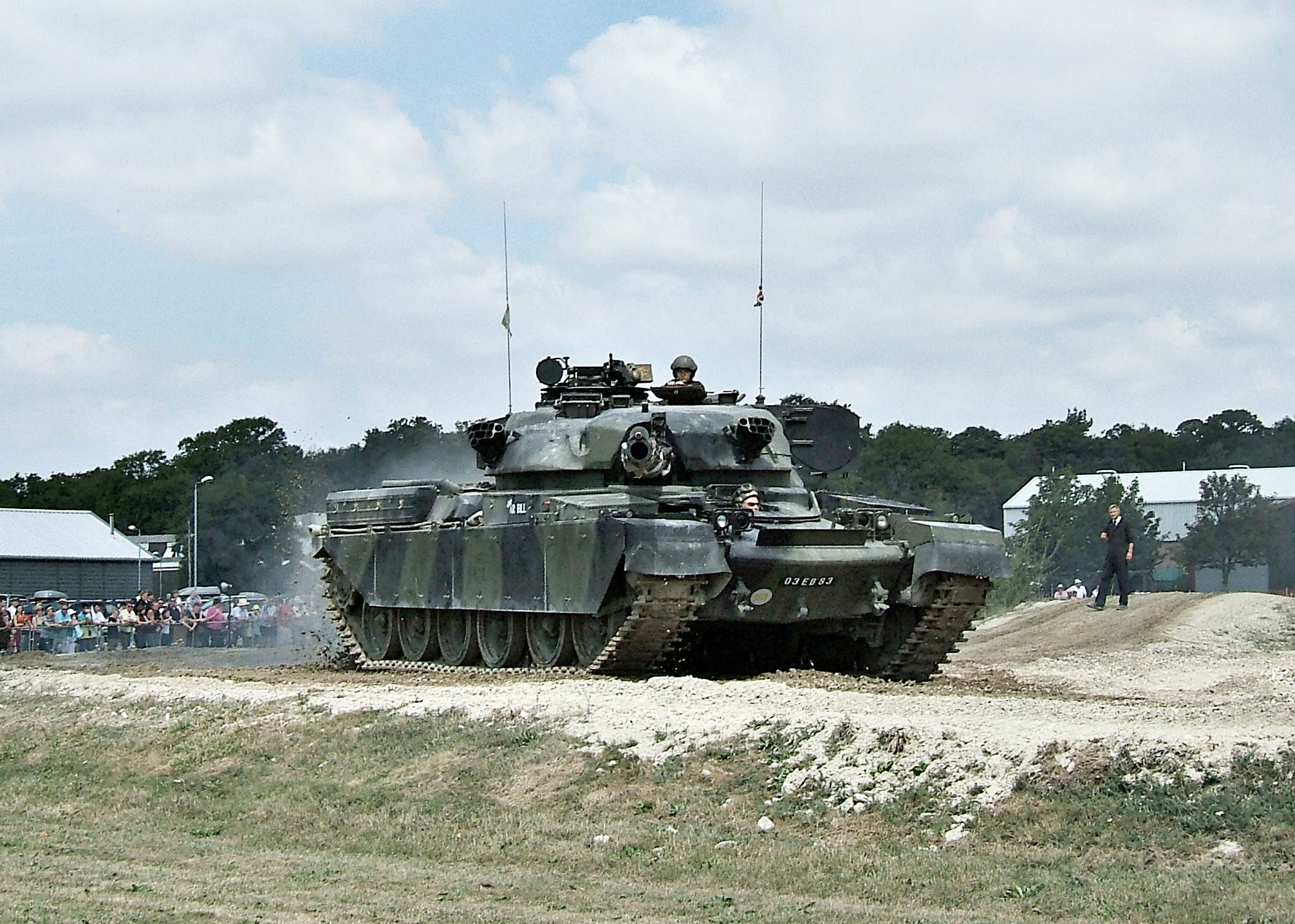
Britischer Chieftain-Panzer. Hauptgefechtsfahrzeug des I. BR Corps

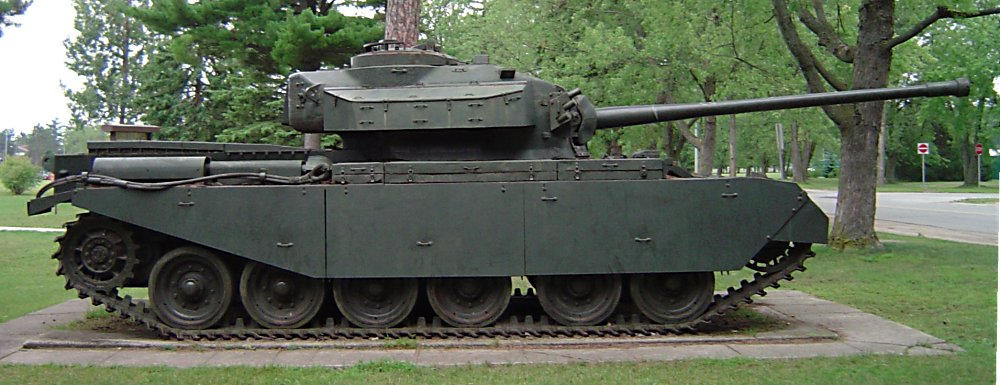
Britischer Centurion-Panzer

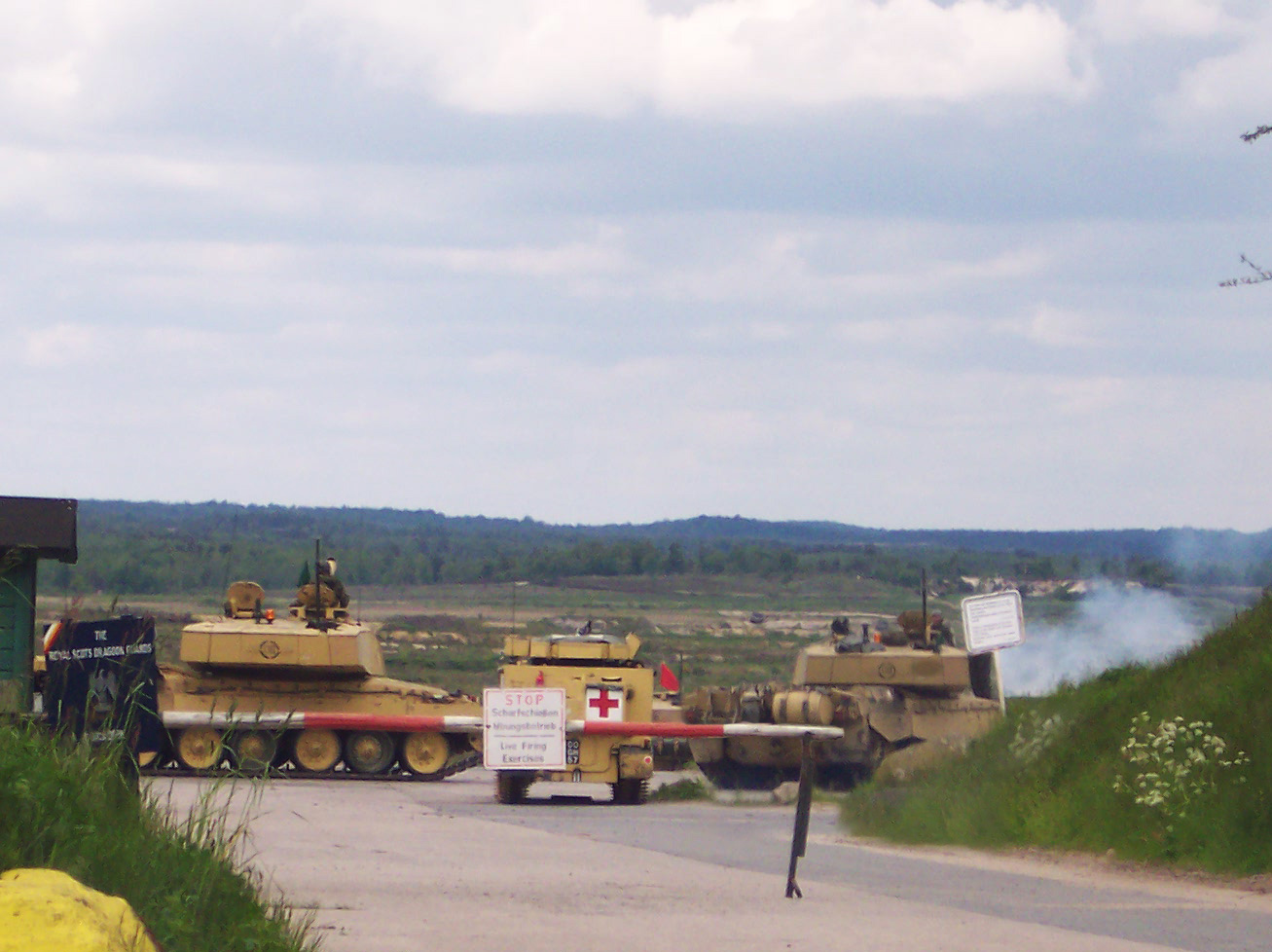
Britische Panzer in Bergen-Hohne

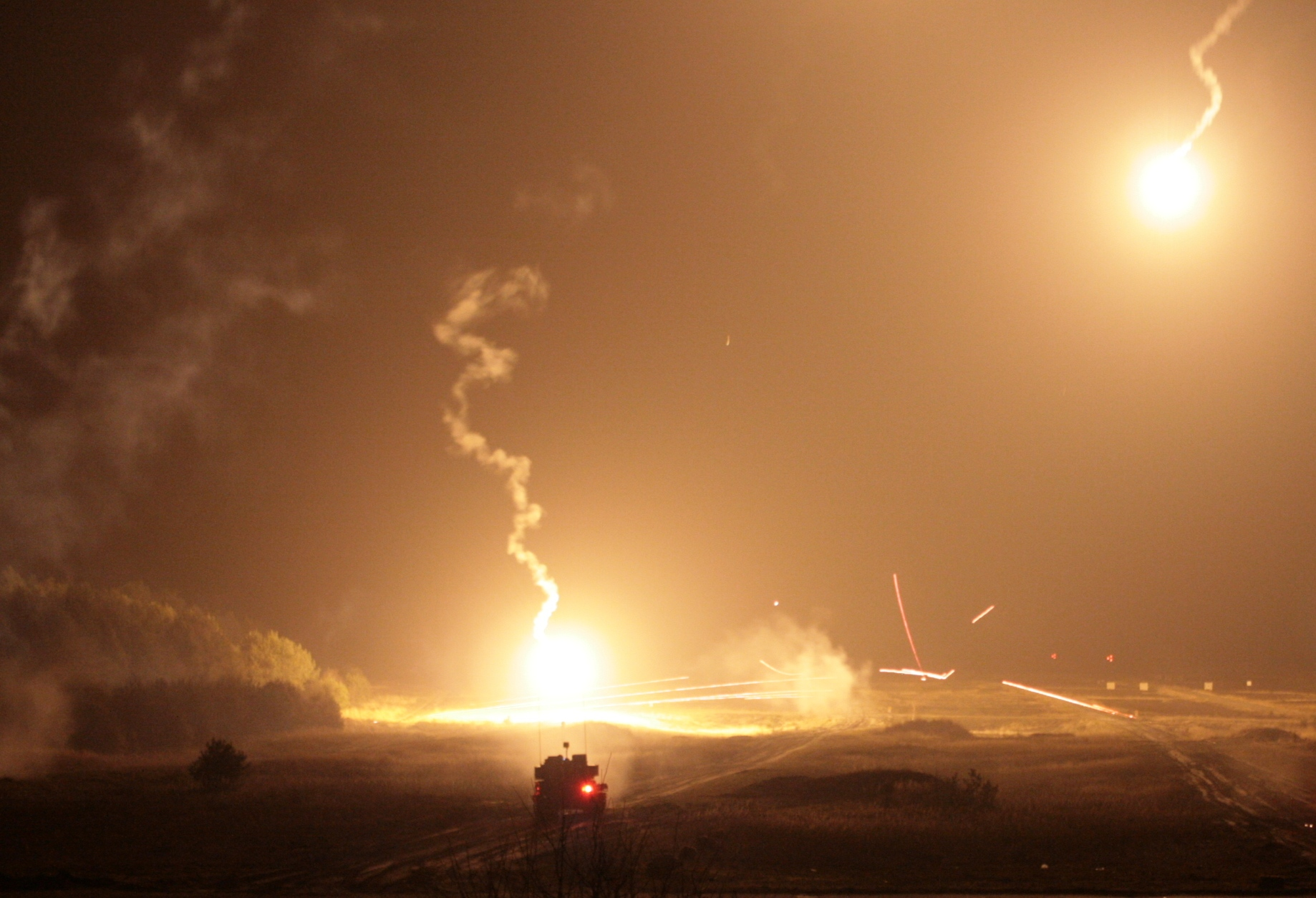
Gefechtsschießen mit Scimitar-Panzer in Bergen-Hohne

Im August 1945 wurde in der Britischen Besatzungszone aus der 21st Army Group die Britische Rheinarmee (BAOR) gebildet. Dieser wurde das I. Corps UK, mit Stab in Bielefeld, unterstellt. Schwerpunktwaffe des I. Corps UK waren Kampfpanzer, welche in Deutschland drei Panzerdivisionen bereit hielt und diese rotieren ließ. Es verfügte, Mitte der 80er Jahre, über 880 Chieftain und 325 Challenger Kampfpanzer. Der zugewiesene Gefechtsstreifen des BR Corps stellte die Norddeutsche Tiefebene dar und wurde von Hannover im Norden, von Kassel im Süden, im Osten von der innerdeutschen Grenze und im Westen vom Weserbergland begrenzt. Der linke Nachbar war das I. DE Korps und der rechte das I. BE Korps. Der voraussichtliche Schwerpunkt lag zwischen Braunschweig, Helmstedt, Hannover, Hildesheim und Hameln. Im Verteidigungsfall wäre die erste Abwehrline von Deckungskräften der 1st The Queen’s Dragoon Guards, der 16th/5th Queen’s Royal Lancers und der 664. AAC (Army Air Corps) Squadron gebildet worden. Letztere wäre eine ad-Hoc Brigade unter dem Kommando des BAOR’s Brigadier Royal Armoured Corps (Royal Panzerkorps) geworden. Hinter den Deckungstruppen wären gemäß GDP (General Defense Plan) die 1st und 4th Armoured Division an der FEBA (Forward Edge of Battle Area) aufmarschiert, die der 3. Stoßarmee der Sowjetarmee gegenüberstanden und in Panzergefechte verwickelt hätten. Die 3rd Armoured Division hätte hierbei die Rolle der operativen Korpsreserve innegehabt. Die 2nd Infantry Division hatte den Auftrag, das rückwärtige Korpsgebiet zu sichern und die letzte Abwehrlinie am Westufer der Weser zu halten.
Die ersten beiden Divisionen wurden 1950 von der 11th Armoured Division (deutsch: 11. Panzerdivision) und 1952 von der 6th Armoured Division (deutsch: 6. Panzerdivision) verstärkt. Zusammen bildeten sie das I. BR Corps, den britischen Beitrag zur NATO-Verteidigung von Westdeutschland. Nach dem Auslaufen des Kalten Krieges und dem Fall des Eisernen Vorhangs wurden die vier Divisionen reduziert, restrukturiert, modernisiert und mit neuer Waffentechnologie und neuer Ausrüstung ausgestattet. Der Verantwortungsbereich des BAOR bestand aus drei Zonen:
- Masse des I. BR Corps mit Hauptquartier in Bielefeld
- rückwärtiges Gebiet (British Rear Combat Zone) mit Hauptquartier in Düsseldorf, zuständig für die Versorgung und Aufstellung der Kampfverbände
- British Communications Zone mit Hauptquartier in Emblem in Belgien. Hier sollten Verstärkungen britischer Einheiten aus Großbritannien aufgenommen und ihre Verlegung in das Kampfgebiet des I. BR Corps gesteuert werden.

Darüber hinaus war die 3.000 Mann starke Berlin Infantry Brigade in West-Berlin stationiert, die jedoch nicht NORTHAG unterstellt war. Die Truppenstärke des I. BR Corps variierte im Laufe seiner Geschichte zwischen 60.000 und 25.000 Mann. Die BAOR wurde von einem Vier-Sterne-General aus dem Hauptquartier in Rheindahlen befehligt. Für die Luftunterstützung war die 2nd Allied Tactical Air Force (2 ATAF) zuständig. Im Jahr 1978 bestand das I. BR Corps aus vier Panzerdivisionen, einer Artilleriedivision und der 5. Field Force in Brigadestärke.
Zu Friedenszeiten waren die vier Divisionen in Westdeutschland, in der ehemaligen britischen Besatzungszone, stationiert. Jede Panzerdivision bestand aus zwei Panzer- und einem Panzeraufklärer-Regiment (Armoured Reconnaissance Rgt), drei Panzergrenadierbataillonen (mechanized infantry), sowie Artillerie. Außerdem Pionier-, Heeresflieger-, Nachrichten- und Versorgungseinheiten. Jede Division war in der Lage, in der Schlacht bis zu fünf Kampfgruppen zu führen. Diese Kampfgruppen, die flexibel geführt werden konnten, waren in sogenannte „Task Forces“ gegliedert und kämpften nach den Grundsätzen des Gefechtes der Verbundenen Waffen. Jede dieser Kampfgruppen wurde aus einem Bataillons- oder Regimentsgefechtstand von einem Panzer- oder Infanterieoffizier geführt, während die Versorgung vom Divisionsgefechtsstand aus geführt wurde. Diese Form ersetzte die klassische Brigadeführung. Gegen Ende der 1980er Jahre erwies sich das neue Konzept als unzureichend und die vorherige Brigadeführung wurde wieder eingeführt.

### Britisches Konzept der Vorneverteidigung
Das britische Konzept der Vorneverteidigung (Forward Defense 83) im Abschnitt von NORTHAG beinhaltete im Wesentlichen folgende Punkte:
- Kämpfen im bestgeeignetsten Gelände. Verteidigung von definierten Schlüsselgeländen (key areas)
- grenznahes Verzögerungsgefecht nur für begrenzte Zeit konzipiert
- Masse von Kräften nicht vorne am FEBA/VRV[7], sondern in der Tiefe des Verteidigungsabschnittes aus für die Verteidigung günstigen Stellungen heraus
- Infanterie/Mech Infanterie verteidigt tiefgestaffelt aus gut ausgebauten starken Geländeabschnitten im Schutz umfangreicher Sperren vornehmlich mit Panzerabwehrwaffen (Jagdpanzer, TOW, HOT etc.)
- Kavallerieregimenter (Royal Dragoon Guards, Queen’s Royal Hussars, Royal Lancers etc.) klären mit schnellen Radpanzern (FV701 Ferret, FV601 Saladin) vorne auf und stehen mit schweren Kampfpanzern zum Gegenangriff bereit
- Zeitgewinn durch Verteidigung in der Tiefe augesparten Raum für Gegenangriffe
- Angriff der 1. Staffel Warschauer Pakt durch Gegenangriffe starker Reserven, möglichst in Flanken und Rücken des Gegners, auffangen
- Zerschlagen der 2. Staffel Warschauer Pakt durch neue Artilleriewaffensysteme und Luftwaffeneinsätze mit neuer Munition

### Unterstellte Verbände
Das I. BR Corps bestand aus Korpstruppen und vier Divisionen. Die in Catterick stationierte 2nd Infantry Division war eine dieser Divisionen, die mithilfe der 24th Airmobile Brigade rasch nach Deutschland verlegt werden konnte. Sie war eine voll luftverlastbare Division, die samt Ausrüstung, mit Hubschraubern an ihren Einsatzort transportiert werden konnte. Die Hauptaufgabe ihrer drei, mit MILAN-PALR ausgestatteten, Infanterie-Bataillone bestand in der Panzerbekämpfung. Die anderen beiden Brigaden setzten sich aus der Freiwilligenreserve der British Army Territorial Army (TA) zusammen. Dies waren gut ausgebildete und hoch motivierte Freiwillige, die im Kriegsfall schnell mobilisiert werden konnten. Die anderen drei Divisionen verteilten sich auf 20 Standorte in Niedersachsen und Nordrhein-Westfalen. Die Truppenübungsplätze Sennelager, Bergen-Hohne und Munster waren aufgrund zahlreicher Gefechtsübungen mit der Geschichte des I. BR Corps fest verbunden. Die britischen Panzerdivisionen bestanden aus drei Brigaden, die sich sowohl in Ausstattung, Stärke und Leistungsfähigkeit unterschieden. Jede Division konnte über das Army Air Corps Regiment (Gazelle und Lynx-Beobachtungshubschrauber) Luftunterstützung anfordern.
Im Oktober 1951 waren den I. BR Korps folgende Divisionen unterstellt:
- 2nd Infantry Division
- 6th Armoured Division
- 7th Armoured Division
- 11th Armoured Division

In den späten 1970er Jahren kam es zu folgender Reorganisation:
- 1st Armoured Division
- 2nd Armoured Division
- 3rd Armoured Division
- 4th Armoured Division
- 5th Field Force

Zwischen den Jahren 1980 und 1981 erfolgte eine weitere Umgliederung, von der nur die 1st und 4th Armoured Division erhalten blieb. Beide standen der sowjetischen 3. Stoßarmee der Sowjetarmee gegenüber und in der Tiefe als operative Korpsreserve die 3rd Armoured Division. Die 2nd Infantry Division, die in Großbritannien stationiert blieb, hatte ebenfalls für das rückwärtige Gebiet Sicherungsaufgaben.
- 1st Armoured Division, Verden (Aller), im Nordabschnitt
  - 7th Armoured Brigade
  - 12th Armoured Brigade
  - 22nd Armoured Brigade
- 3rd Armoured Division, St. Sebastian Barracks, Soest, Korpsreserve. Die 3rd Armoured Division unterteilte sich in ECHO und FOXTROTT Task Group.
  - 4th Armoured Brigade
  - 6th Armoured Brigade
  - 33rd Armoured Brigade
- 4th Armoured Division, Hammersmith Barracks, Herford, im hügeligen und bewaldeten Südabschnitt. Sie war dort zusammen mit der 19th Light Infantry Brigade (UK) eingesetzt. Die 4th Armoured Division unterteilte sich in GOLF und HOTEL Task Group.
  - 11th Armoured Brigade
  - 20th Armoured Brigade
  - 19th Infantry Brigade (verbleibt in UK)
- 2nd Infantry Division (verbleibt in York, UK)

Innerhalb von 72 Stunden Mobilisierung konnte die 2nd Infantry Division auf  dem deutschen Kriegsschauplatz eingesetzt werden. Ihr Auftrag war, das rückwärtige Korpsgebiet zu verteidigen und entlang des Weserberglandes eine Verteidigungslinie aufzubauen. Daher war ihr die 29th Engineer Brigade unterstellt.
- - 15th Infantry Brigade (TA[10])
  - 24th Airmobile Brigade
  - 49th Infantry Brigade (TA)
- Artillery Division (HQ Ripon Barracks in Bielefeld)

Das I. BR Corps hatte in der Unterstellung von NORTHAG im Jahr 1989 folgende Gefechtsgliederung:
| Einheit | Garnison/Stationierungsort     | Bewaffnung und Bemerkung |
| 1st (BR) Corps HQ Defence Company, Royal Pioneer Corps (PiKorps)                                                                                                  | Bielefeld                      | |
| 5th (Volunteer) Btn, Royal Green Jackets, 1st British Corps HQ Security Unit (Sicherungseinheit)                                                                  | Oxford, UK                     | |
| SAS (Special Air Service) Group. Stay Behind Observation Posts und Long Range Reconnaissance Patrol Unit (Fernspäher) 63 (SAS) Signal Squadron, Royal Signals (V) | Thorney Island, UK             | |
| 21st Special Air Service Regiment (Technik) (V) | Chelsea, UK                    | |
| 23rd Special Air Service Regiment (V) | Birmingham, UK                 | |
| Commander Royal Artillery I. BR Corps (Artillerie) | Bielefeld                      | |
| 1st Artillery Brigade | Dortmund                       | |
| Detachment, 55th Signal Squadron, Royal Signals (V) (Fernmelder)                                                                                                  | Liverpool, UK                  | |
| 5th Heavy Regiment, Royal Artillery (schwere Artillerie) | Dortmund                       | 12× M107 schwere Geschütze, unterstützt die 4th Armoured Division |
| 32nd Heavy Regiment, Royal Artillery | Dortmund                       | 12× M107 schwere Geschütze, unterstützt die 1st Armoured Division |
| 39th Heavy Regiment, Royal Artillery | Sennelager                     | 12× M110 Haubitzen auf Selbstfahrlafette, umgerüstet auf 24× M270 MLRS-Raketenwerfer im Dezember 1989                                                                   |
| 50th Missile Regiment, Royal Artillery (Raketenartillerie) | Minden                         | 12× LANCE-Kurzstreckenrakete |
| 94th Locating Regiment, Royal Artillery (Zielaufklärung) | Larkhill, UK                   | 5th (Gibraltar 1779–83) Feldbatterie mit 6× L118 Feldhaubitzen für AMF (L)                                                                                              |
| Honourable Artillery Company (Zielaufklärung) | Finsbury, UK                   | |
| 50th Missile Regiment, Royal Artillery | Clapham, UK                    | |
| 266th (Gloucestershire Volunteer Artillery) Observation Post Battery, Royal Artillery (V)                                                                         | Clifton, UK                    | 3× L118 Feldhaubitzen |
| 269th (West Riding) Observation Post Battery, Royal Artillery (V) (beobachtende Artillerie)                                                                       | Leeds, UK                      | 3× L118 Feldhaubitzen |
| 307th (South Nottinghamshire Hussars Yeomanry, Royal Horse Artillery) Observation Post Battery, Royal Artillery (V)                                               | Bulwell                        | 3× L118 Feldhaubitzen |
| Air Defence Group (Heeresflugabwehr) | Dortmund                       | |
| 12th Air Defence Regiment, Royal Artillery | Dortmund                       | 24× auf Selbstlafette 24× gezogene Rapier-Raketensysteme |
| 16th Air Defence Regiment, Royal Artillery | Kirton in Lindsey, UK          | 48× gezogene Rapier-Raketensysteme, 1× Unterstützungsbatterie UKMF (UK Mobile Force)/1st Infantry Brigade, 1× Unterstützungsbatterie 3. Kommando-Brigade, Royal Marines |
| 22nd Air Defence Regiment, Royal Artillery | Dortmund                       | 24× auf Selbstlafette 24× gezogene Rapier-Raketensysteme |
| 102nd (Ulster) Air Defence Regiment, Royal Artillery (V) | Belfast, UK                    | 32× Javelin |
| 104th Air Defence Regiment, Royal Artillery (V) | Newport, UK                    | 64× Javelin |
| 105th (Scottish) Air Defence Regiment, Royal Artillery (V) | Edinburgh, UK                  | 64× Javelin |
| 8th Transport Regiment, Royal Corps of Transport | Münster                        | unterstützt die schwere und die Raketenartillerie |
| 153rd (Highland) Transport Regiment, Royal Corps of Transport (V)                                                                                                 | Edinburgh, UK                  | unterstützt die Air Defence Regimenter |
| Commander Royal Engineers 1 (BR) Corps | Bielefeld                      | |
| 29th Engineer Brigade (V) (PiBrig) | Newcastle-on-Tyne, UK          | diese Brigade konnte innerhalb von 72 Stunden mobilisiert und in Deutschland eingesetzt werden                                                                          |
| HQ 29th Engineer Brigade & Signal Troop, Royal Signals (Pionier- u. Nachrichtentruppe)                                                                            | Newcastle-on-Tyne              | |
| 71st (Scottish) Engineer Regiment, Royal Engineers (V) | Glasgow                        | |
| 72nd (Tyne Electrical Engineers) Engineer Regiment, Royal Engineers (V)                                                                                           | Gateshead                      | |
| 73rd Engineer Regiment, Royal Engineers (V) | Nottingham                     | |
| 105th (Tyne Electrical Engineers) Plant Squadron, Royal Engineers (V)                                                                                             | South Shields                  | |
| 117th (Highland) Field Support Squadron, Royal Engineers (V) | Dundee                         | |
| 873rd Movement Light Squadron, Royal Engineers (V) | Acton                          | Beleuchtung bei Nachtoperationen |
| 29th Engineer Brigade Workshop, Royal Electrical and Mechanical Engineers (V)                                                                                     | Newcastle-on-Tyne              | |
| 23rd Engineer Regiment, Royal Engineers | Osnabrück                      | |
| 25th Engineer Regiment, Royal Engineers | Osnabrück                      | |
| 28th Amphibious Engineer Regiment, Royal Engineers | Hameln                         | 60× M2D Pionierfähren |
| 32nd Armoured Engineer Regiment, Royal Engineers (PzPiRgt) | Munster                        | 30× FV432 (MTW, FüFuPz, GefStdPz), 12× Spartan (TPz), 12× FV180 (PiPz), 27× AVLB (BrückenlegePz), 27× Centurion AVRE (Armoured Vehicle Royal Engineers)                 |
| 43rd Plant Squadron, Royal Engineers | Osnabrück                      | |
| 65th Corps Support Squadron, Royal Engineers | Hameln                         | 20× M2 amphibische Fahrzeuge |
| Corps Lighting Troop, Royal Engineers | Herford                        | |
| 211th Mobile Civilian Artisan Group, Royal Engineers | Sennelager                     | |
| 256th Mobile Civilian Plant Group, Royal Engineers | Hannover                       | |
| 1st Postal & Courier Regiment, Royal Engineers (PostRgt) | Hannover                       | |
| Commander Aviation BAOR and 1 (BR) Corps | Bielefeld                      | |
| 1 Wing AAC | Hobart Barracks in Detmold     | Staffel 1989 aufgelöst |
| 1 Regiment AAC | Tofrek Barracks in Hildesheim  | unterstützt die 1st Armoured Division |
| 651 Squadron AAC |                                | Panzerbekämpfung, 4× Gazelle AH.1, 12× Lynx AH.7 (TOW) |
| 652 Squadron AAC |                                | Panzerbekämpfung, 4× Gazelle AH.1, 12× Lynx AH.7 (TOW) |
| 661 Squadron AAC |                                | Luftaufklärung, 12× Gazelle AH.1 |
| 3 Regiment AAC | Salamanca Barracks in Soest    | unterstützt die 3rd Armoured Division |
| 653 Squadron AAC |                                | Panzerbekämpfung, 4× Gazelle AH.1, 12× Lynx AH.7 (TOW) |
| 662 Squadron AAC |                                | Luftaufklärung, 12× Gazelle AH.1 |
| 663 Squadron AAC |                                | Luftaufklärung, 12× Gazelle AH.1 |
| 4 Regiment AAC | Hobart Barracks in Detmold     | unterstützt die 4th Armoured Division |
| 654 Squadron AAC |                                | Panzerbekämpfung, 4× Gazelle AH.1, 12× Lynx AH.7 (TOW) |
| 659 Squadron AAC |                                | Panzerbekämpfung, 4× Gazelle AH.1, 12× Lynx AH.7 (TOW) |
| 669 Squadron AAC |                                | Luftaufklärung, 12× Gazelle AH.1 |
| 664 Squadron AAC | St George’s Barracks in Minden | Luftaufklärung, 12× Gazelle AH.1 |
| Commander Communications 1 (BR) Corps | Bielefeld                      | |
| 7th Signal Regiment, Royal Signals | Herford                        | |
| 14th Signal Regiment (Electronic Warfare), Royal Signals | Celle                          | |
| 22nd Signal Regiment, Royal Signals | Lippstadt                      | |
| 4th (Volunteer) Btn, Worcestershire & Sherwood Foresters | Redditch, UK                   | |
| Commander Transport 1 (BR) Corps | Bielefeld                      | |
| 7th Tank Transporter Regiment, Royal Corps of Transport | Sennelager                     | |
| 10th Corps Transport Regiment, Royal Corps of Transport | Bielefeld                      | |
| 24th Transport & Movement Regiment, Royal Corps of Transport | Hannover                       | |
| 25th Transport & Movement Regiment, Royal Corps of Transport | Bielefeld                      | |
| 150th (Northumbrian) Transport Regiment, Royal Corps of Transport (V)                                                                                             | Hull, UK                       | |
| 151st (Greater London) Transport Regiment, Royal Corps of Transport (V)                                                                                           | Croydon, UK                    | |
| 152nd (Ulster) Ambulance Regiment, Royal Corps of Transport (V)                                                                                                   | Belfast, UK                    | |
| 154th (Lowland) Transport Regiment, Royal Corps of Transport (V)                                                                                                  | Glasgow, UK                    | |
| 157th (Wales & Midlands) Transport Regiment, Royal Corps of Transport (V)                                                                                         | Cardiff, UK                    | |
| 162nd Movement Control Regiment, Royal Corps of Transport (V) | Grantham, UK                   | |
| 14th Corps Support Squadron, Royal Corps of Transport | Bielefeld                      | |
| Commander Medical 1 (BR) Corps | Bielefeld                      | |
| 21st Field Hospital, Royal Army Medical Corps | Rinteln                        | |
| 32nd Field Hospital, Royal Army Medical Corps | Hannover                       | |
| 33rd Field Hospital, Royal Army Medical Corps | Aldershot, UK                  | |
| 202nd (Midlands) General Hospital, Royal Army Medical Corps (V)                                                                                                   | Birmingham, UK                 | |
| 203rd (Welsh) General Hospital, Royal Army Medical Corps (V) | Cardiff, UK                    | |
| 204th (North Irish) General Hospital, Royal Army Medical Corps (V)                                                                                                | Belfast, UK                    | |
| 211th (Wessex) Field Hospital, Royal Army Medical Corps (V) | Barnstaple, UK                 | |
| 212th (Yorkshire) Field Hospital, Royal Army Medical Corps (V) | Sheffield, UK                  | |
| 217th General Hospital, Royal Army Medical Corps (V) | Walworth, UK                   | |
| 219th (Wessex) Field Hospital, Royal Army Medical Corps (V) | Keynsham, UK                   | |
| 83rd Field Medical Equipment Depot, Royal Army Medical Corps | Hannover                       | |
| Commander Supply 1 (BR) Corps | Bielefeld                      | |
| 5th Ordnance Battalion, Royal Army Ordnance Corps | Paderborn                      | |
| 6th Ordnance Battalion, Royal Army Ordnance Corps | Bielefeld                      | |
| 2nd Aircraft Support Unit, Royal Army Ordnance Corps | Detmold                        | |
| Commander Maintenance 1 (BR) Corps | Bielefeld                      | |
| 1st (BR) Corps Troops Workshop, Royal Electrical and Mechanical Engineers                                                                                         | Bielefeld                      | |
| 20th Electronics Workshop, Royal Electrical and Mechanical Engineers                                                                                              | Minden                         | |
| 71st Aircraft Workshop, Royal Electrical and Mechanical Engineers                                                                                                 | Detmold                        | |
| 124th (Tyne Electrical Engineers) Recovery Company, Royal Electrical and Mechanical Engineers (V)                                                                 | Newton Aycliffe, UK            | |
| 126th Reclamation Workshop, Royal Electrical and Mechanical Engineers (V)                                                                                         | Bordon, UK                     | |
| 133th (Kent) Corps Troops Workshop, Royal Electrical and Mechanical Engineers (V)                                                                                 | Maidstone, UK                  | |
| Provost Marshal 1 (BR) Corps | Bielefeld                      | |
| 110th Provost Company, Royal Military Police (Militärpolizei) | Sennelager                     | |
| 115th Provost Company, Royal Military Police | Osnabrück                      | |
| 116th Provost Company, Royal Military Police (V) | Cannock, UK                    | |

| Einheit                                                                 | Garnison/Stationierungsort | Bewaffnung und Bemerkung |
| 1st Armoured Division                                                   | Verden                     | |
| HQ 1st Armoured Division & Signal Regiment, Royal Signals               | Verden                     | |
| 7th Armoured Brigade (7. PzBrig)                                        | Soltau                     | |
| HQ 7th Armoured Brigade & 207th Signal Squadron, Royal Signals          | Soltau                     | |
| Royal Scots Dragoon Guards                                              | Fallingbostel              | 57× Challenger 1, 8× FV101 Scorpion SpähPz                                                                                              |
| 2nd Royal Tank Regiment                                                 | Fallingbostel              | 57× Challenger 1, 8× FV101 Scorpion |
| 1st Btn, Staffordshire Regiment (Prince of Wales’s)                     | Fallingbostel              | 45× SPz Warrior, 38× FV432, 8× FV107 Scimitar, 4× FV103 Spartan TPz, 8× 81mm Mörser                                                     |
| 12th Armoured Brigade                                                   | Osnabrück                  | |
| HQ 12th Armoured Brigade & 212th Signal Squadron, Royal Signals         | Osnabrück                  | |
| 4th Royal Tank Regiment                                                 | Osnabrück                  | 57× Chieftain, 8× FV101 Scorpion |
| 1st Btn, Royal Irish Rangers                                            | Osnabrück                  | 79× FV432, 8× FV107 Scimitar, 4× FV103 Spartan, 8× 81mm Mörser                                                                          |
| 1st Btn, Royal Green Jackets                                            | Osnabrück                  | 79× FV432, 8× FV107 Scimitar, 4× FV103 Spartan, 8× 81mm Mörser                                                                          |
| 4th (Volunteer) Btn                                                     |                            | |
| Royal Green Jackets                                                     | London, UK                 | |
| 22nd Armoured Brigade                                                   | Bergen-Hohne               | |
| HQ 22nd Armoured Brigade & 201st Signal Squadron, Royal Signals         | Bergen-Hohne               | |
| Queen’s Own Hussars                                                     | Bergen-Hohne               | 57× Challenger 1, 8× FV101 Scorpion |
| 1st Royal Tank Regiment                                                 | Hildesheim                 | 57× Chieftain, 8× FV101 Scorpion |
| 1st Btn, Scots Guards                                                   | Bergen-Hohne               | 79× FV432, 8× FV107 Scimitar, 4× FV103 Spartan, 8× 81mm Mörser                                                                          |
| 2nd Btn, Royal Anglian Regiment                                         | Celle                      | 79× FV432, 8× FV107 Scimitar, 4× FV103 Spartan, 8× 81mm Mörser                                                                          |
| Parachute Regiment Groupnote 2 (FschJgRgt)                              | Aldershot, UK              | |
| Group HQ & Signals Troop, Royal Signals                                 | Aldershot, UK              | |
| 4th (Volunteer) Btn, Parachute Regiment                                 | Pudsey, UK                 | |
| 10th (Volunteer) Btn, Parachute Regiment                                | Chelsea, UK                | |
| 15th (Scottish Volunteer) Btn, Parachute Regiment                       | Glasgow, UK                | |
| Commander Royal Artillery 1st Armoured Division                         | Bergen-Hohne               | |
| 1st Field Regiment, Royal Horse Artillery                               | Bergen-Hohne               | 24× Abbot Haubitzen |
| 4th Field Regiment, Royal Artillery                                     | Osnabrück                  | 24× M109A2 |
| 40th Field Regiment, Royal Artillery                                    | Bergen-Hohne               | 24× M109A2 |
| 10th (Assaye) Air Defence Battery                                       |                            | 36× Javelin |
| 1st The Queen’s Dragoon Guards                                          | Wolfenbüttel               | 48× FV107 Scimitar, 16× FV102 Striker, 20× FV103 Spartan, die am weitesten vorgeschobene britische Einheit an der innerdeutschen Grenze |
| 21st Engineer Regiment, Royal Engineers                                 | Nienburg                   | 30× FV432, 12× Spartan, 12× FV180, and 12× AVLB                                                                                         |
| 1st Armoured Division Transport Regiment, Royal Corps of Transport      | Bünde                      | |
| 1st Ordnance Battalion, Royal Army Ordnance Corps                       | Verden                     | |
| 7th Armoured Workshop, Royal Electrical and Mechanical Engineers        | Fallingbostel              | |
| 12th Armoured Workshop, Royal Electrical and Mechanical Engineers       | Osnabrück                  | |
| 1st Armoured Field Ambulance, Royal Army Medical Corps                  | Bergen-Hohne               | |
| 2nd Armoured Field Ambulance, Royal Army Medical Corps                  | Osnabrück                  | |
| 220th (1st Home Counties) Field Ambulance, Royal Army Medical Corps (V) | Maidstone, UK              | |
| 111th Provost Company, Royal Military Police                            | Bergen-Hohne               | |

| Einheit                                                                                           | Garnison/Stationierungsort     | Bewaffnung und Bemerkung                          |
| HQ 2nd Infantry Division & Signal Regiment, Royal Signals                                         | York                           |                                                   |
| 15th (North East) Infantry Brigade                                                                | Alanbrooke Barracks, Topcliffe |                                                   |
| HQ 15th Infantry Brigade & Signal Troop (V), Royal Signals                                        | Topcliffe                      |                                                   |
| Queen’s Own Yeomanry                                                                              | Newcastle upon Tyne            | 80× FV721 Fox, 20× Spartan                        |
| 1st (Cleveland) Btn, Yorkshire Volunteers (V)                                                     | York                           |                                                   |
| 2nd (Yorkshire & Humberside) Btn, Yorkshire Volunteers (V)                                        | York                           |                                                   |
| 6th (Volunteer) Btn, Royal Regiment of Fusiliers (V)                                              | Newcastle upon Tyne            |                                                   |
| 7th (Durham) Btn, The Light Infantry (V)                                                          | Durham                         |                                                   |
| 8th (Yorkshire) Btn, The Light Infantry (V)                                                       | Wakefield                      |                                                   |
| 24th Airmobile Brigade                                                                            | Catterick                      |                                                   |
| HQ 24th Airmobile Brigade & 210th Signal Squadron, Royal Signals                                  | Catterick                      |                                                   |
| 1st Btn, Green Howards (Alexandra, Princess of Wales’s Own Yorkshire Regiment)                    | Catterick                      |                                                   |
| 1st Btn, Prince of Wales’s Own Regiment of Yorkshire                                              | Catterick                      |                                                   |
| 3rd Btn, The Light Infantry                                                                       | Blackpool                      | 43× Saxon, 8× FV721 Fox, 8× 81mm Mörser           |
| 9 Regiment AAC                                                                                    | RAF Topcliffe                  |                                                   |
| 672 Squadron AAC, (Lynx Light Battlefield Helicopter Squadron)                                    |                                | 12× Lynx AH.9, im Januar 1990 aktiviert           |
| 3 Flight AAC                                                                                      |                                | 4× Gazelle AH.1                                   |
| 51st Field Squadron (Air Mobile), Royal Engineers, Ripon, 38th Engineer Regiment, Royal Engineers |                                |                                                   |
| 24th (Airmobile) Field Ambulance, Royal Army Medical Corps                                        | Catterick                      |                                                   |
| 29th Engineer Brigade (V)                                                                         | Newcastle-on-Tyne              |                                                   |
| HQ 29th Engineer Brigade & Signal Troop, Royal Signals                                            | Newcastle-on-Tyne              |                                                   |
| 71st (Scottish) Engineer Regiment, Royal Engineers (V)                                            | Glasgow                        |                                                   |
| 72nd (Tyne Electrical Engineers) Engineer Regiment, Royal Engineers (V)                           | Gateshead                      |                                                   |
| 73rd Engineer Regiment, Royal Engineers (V)                                                       | Nottingham                     |                                                   |
| 105th (Tyne Electrical Engineers) Plant Squadron, Royal Engineers (V)                             | South Shields                  |                                                   |
| 117th (Highland) Field Support Squadron, Royal Engineers (V)                                      | Dundee                         |                                                   |
| 873rd Movement Light Squadron, Royal Engineers (V)                                                | Acton                          | Beleuchtung für Nachtoperationen                  |
| 29th Engineer Brigade Workshop, Royal Electrical and Mechanical Engineers (V)                     | Newcastle-on-Tyne              |                                                   |
| 49th (Eastern) Infantry Brigade                                                                   | Chilwell                       |                                                   |
| HQ 49th Infantry Brigade & Signal Troop (V), Royal Signals                                        | Chilwell                       |                                                   |
| Royal Yeomanry                                                                                    | Chelsea                        | 80× FV721 Fox, 20× Spartan                        |
| 3rd (Volunteer) Btn, Staffordshire Regiment (Prince of Wales’s) (V)                               | Wolverhampton                  |                                                   |
| 5th (Volunteer) Btn, Royal Regiment of Fusiliers (V)                                              | Coventry                       |                                                   |
| 5th (Shropshire and Herefordshire) Btn, The Light Infantry (V)                                    | Shrewsbury                     |                                                   |
| 5th (Volunteer) Btn, Royal Anglian Regiment (V)                                                   | Peterborough                   |                                                   |
| 7th (Volunteer) Btn, Royal Anglian Regiment (V)                                                   | Leicester                      |                                                   |
| Commander Royal Artillery 2nd Infantry Division                                                   | York                           |                                                   |
| 27th Field Regiment, Royal Artillery                                                              | Topcliffe                      | 18× FH-70, unterstützt die 24th Airmobile Brigade |
| 100th (Yeomanry) Field Regiment, Royal Artillery (V)                                              | London                         | 24× L118, unterstützt die 49th Infantry Brigade   |
| 101st (Northumbrian) Field Regiment, Royal Artillery (V)                                          | Newcastle upon Tyne            | 24× L118, unterstützt die 15th Infantry Brigade   |
| 103rd (Lancashire Artillery Volunteers) Air Defence Regiment, Royal Artillery (V)                 | Liverpool                      | 64× Javelin                                       |
| 2nd Transport Regiment, Royal Corps of Transport                                                  | Catterick                      |                                                   |
| 2nd Ordnance Battalion, Royal Army Ordnance Corps                                                 | Catterick                      |                                                   |
| 15th Field Workshop, Royal Electrical and Mechanical Engineers                                    | Catterick                      |                                                   |
| 15th Field Support Squadron, Royal Engineers, 38th Engineer Regiment, Royal Engineers             | Ripon                          |                                                   |
| 250th Field Ambulance, Royal Army Medical Corps (V)                                               | Grimsby                        |                                                   |
| 251st (Sunderland) Field Ambulance, Royal Army Medical Corps (V)                                  | Sunderland                     |                                                   |
| 254th Field Ambulance, Royal Army Medical Corps (V)                                               | Cambridge                      |                                                   |
| 655 Squadron AAC, Northern Ireland Regiment AAC, AAC Ballykelly                                   |                                | Panzerbekämpfung, 4× Gazelle AH.1, 12× Lynx AH.7  |
| 150th Provost Company, Royal Military Police                                                      | Catterick                      |                                                   |

| Einheit                                                            | Garnison/Stationierungsort | Bewaffnung und Bemerkung                                                                |
| HQ 3rd Armoured Division & Signal Regiment, Royal Signals          | Soest                      |                                                                                         |
| 4th Armoured Brigade                                               | Münster                    |                                                                                         |
| HQ 4th Armoured Brigade & 204th Signal Squadron, Royal Signals     | Münster                    |                                                                                         |
| 14th/20th King’s Hussars                                           | Münster                    | 57× Challenger 1, 8× FV101 Scorpion, davon 1 Zg der Berlin Infantry Brigade unterstellt |
| 17th/21st Lancers                                                  | Münster                    | 57× Challenger 1, 8× FV101 Scorpion, davon 1 Zg der British Forces Cyprus unterstellt   |
| 1st Btn, Grenadier Guards                                          | Münster                    | 45× Warrior, 38× FV432, 8× FV107 Scimitar, 4× FV103 Spartan, 8× 81mm Mörser             |
| 6th Armoured Brigade                                               | Soest                      |                                                                                         |
| HQ 6th Armoured Brigade & 206th Signal Squadron, Royal Signals     | Soest                      |                                                                                         |
| 3rd Royal Tank Regiment                                            | Hemer                      | 56× Challenger 1, 8× FV101 Scorpion                                                     |
| 1st Btn, Royal Scots (The Royal Regiment)                          | Werl                       | 45× Warrior, 38× FV432, 8× FV107 Scimitar, 4× FV103 Spartan, 8× 81mm Mörser             |
| 3rd Btn, Royal Regiment of Fusiliers                               | Hemer                      | 45× Warrior, 38× FV432, 8× FV107 Scimitar, 4× FV103 Spartan, 8× 81mm Mörser             |
| 33rd Armoured Brigade                                              | Paderborn                  |                                                                                         |
| HQ 33rd Armoured Brigade & 202nd Signal Squadron, Royal Signals    | Paderborn                  |                                                                                         |
| Blues and Royals                                                   | Sennelager                 | 57× Challenger 1, 8× FV101 Scorpion                                                     |
| 1st Btn, Queen’s Own Highlanders                                   | Münster                    | 79× FV432, 8× FV107 Scimitar, 4× FV103 Spartan, 8× 81mm Mörser                          |
| 1st Btn, Queen’s Lancashire Regiment                               | Paderborn                  | 79× FV432, 8× FV107 Scimitar, 4× FV103 Spartan, 8× 81mm Mörser                          |
| Commander Royal Artillery 3rd Armoured Division                    | Münster                    |                                                                                         |
| 2nd Field Regiment, Royal Artillery                                | Münster                    | 24× M109A2                                                                              |
| 46th (Talavera) Air Defence Battery                                |                            | 36× Javelin                                                                             |
| 3rd Field Regiment, Royal Horse Artillery                          | Paderborn                  | 24× Abbot Haubitzen                                                                     |
| 49th Field Regiment, Royal Artillery                               | Lippstadt                  | 24× M109A2                                                                              |
| 9th/12th Royal Lancers (Prince of Wales’s)                         | Wimbish, UK                | 24× FV101 Scorpion, 24× FV107 Scimitar, 16× FV102 Striker, 19× FV103 Spartan            |
| 26th Engineer Regiment, Royal Engineers                            | Iserlohn                   | 30× FV432, 12× Spartan, 12× FV180, and 12× AVLB                                         |
| 3rd Armoured Division Transport Regiment, Royal Corps of Transport | Duisburg                   |                                                                                         |
| 3rd Ordnance Battalion, Royal Army Ordnance Corps                  | Soest                      |                                                                                         |
| 5th Armoured Workshop, Royal Electrical and Mechanical Engineers   | Soest                      |                                                                                         |
| 6th Armoured Workshop, Royal Electrical and Mechanical Engineers   | Münster                    |                                                                                         |
| 11th Armoured Workshop, Royal Electrical and Mechanical Engineers  | Soest                      |                                                                                         |
| 3rd Armoured Field Ambulance, Royal Army Medical Corps             | Sennelager                 |                                                                                         |
| 5th Armoured Field Ambulance, Royal Army Medical Corps             | Münster                    |                                                                                         |
| 221st Field Ambulance, Royal Army Medical Corps (V)                | Kingston-upon-Thames, UK   |                                                                                         |
| 113th Provost Company, Royal Military Police                       | Werl                       |                                                                                         |

| Einheit                                                             | Garnison/Stationierungsort | Bewaffnung und Bemerkung                                                                               |
| 4th Armoured Division                                               | Herford                    | FRG |
| HQ 4th Armoured Division & Signal Regiment, Royal Signals           | Herford                    | |
| 11th Armoured Brigade                                               | Minden                     | FRG |
| HQ 11th Armoured Brigade & 211th Signal Squadron, Royal Signals     | Minden                     | |
| 5th Royal Inniskilling Dragoon Guards                               | Paderborn                  | 57× Chieftain, 8× FV101 Scorpion                                                                       |
| 1st Btn, Argyll and Sutherland Highlanders                          | Minden                     | 79× FV432, 8× FV107 Scimitar, 4× FV103 Spartan, 8× 81mm Mörser                                         |
| 2nd Btn, Queen’s Regiment                                           | Minden                     | 79× FV432, 8× FV107 Scimitar, 4× FV103 Spartan, 8× 81mm Mörser                                         |
| 1st Btn, 51st Highland Volunteers (V)                               | Perth                      | UKnote 2                                                                                               |
| 19th Infantry Brigade                                               | Colchester, UK             | diese Brigade war in der Lage, 48 Stunden nach Marschbefehl, die 4th Armoured Division zu unterstützen |
| HQ 19th Infantry Brigade & 209th Signal Squadron, Royal Signals     | Colchester                 | |
| Royal Hussars (Prince of Wales Own)                                 | Tidworth                   | 57× Chieftain, 8× FV101 Scorpion, ein Zg wird an die UKMF/1st Infantry Brigade abgegeben               |
| 1st Btn, King’s Own Royal Border Regiment                           | Colchester                 | 43× Saxon, 8× FV721 Fox, 8× 81mm Mörser                                                                |
| 1st Btn, Royal Anglian Regiment                                     | Colchester                 | 43× Saxon, 8× FV721 Fox, 8× 81mm Mörser                                                                |
| 3rd Btn, Royal Anglian Regiment                                     | Colchester                 | 43× Saxon, 8× FV721 Fox, 8× 81mm Mörser                                                                |
| 34th Field Squadron, Royal Engineers                                | Waterbeach                 | vom 39th Engineer Regiment, Royal Engineers                                                            |
| 657 Squadron AAC                                                    | Colchester                 | Panzerbekämpfung, 4× Gazelle AH.1, 12× Lynx AH.7                                                       |
| 20th Armoured Brigade                                               | Detmold                    | FRG |
| HQ 20th Armoured Brigade & 200th Signal Squadron, Royal Signals     | Detmold                    | |
| 4th/7th Royal Dragoon Guards                                        | Detmold                    | 57× Chieftain, 8× FV101 Scorpion                                                                       |
| 15th/19th The King’s Royal Hussars                                  | Detmold                    | 57× Chieftain, 8× FV101 Scorpion                                                                       |
| 2nd Btn, Royal Irish Rangers                                        | Lemgo                      | 79× FV432, 8× FV107 Scimitar, 4× FV103 Spartan, 8× 81mm Mörser                                         |
| 5th (Volunteer) Btn, Queen’s Regiment (V)                           | Canterbury, UK             | |
| Commander Royal Artillery 4th Armoured Division                     | Paderborn                  | |
| 19th Field Regiment, Royal Artillery                                | Dortmund                   | 24× Abbot Haubitzen                                                                                    |
| 26th Field Regiment, Royal Artillery                                | Gütersloh                  | 24× Abbot Haubitzen                                                                                    |
| 43rd (Lloyd’s Company) Air Defence Battery                          |                            | 36× Javelin                                                                                            |
| 45th Field Regiment, Royal Artillery                                | Colchester, UK             | 18× FH-70 Geschütze, unterstützt die 19th Infantry Brigade                                             |
| 16th/5th Queen’s Royal Lancers                                      | Herford                    | 48× FV107 Scimitar, 16× FV102 Striker, 20× FV103 Spartan                                               |
| 35th Engineer Regiment, Royal Engineers                             | Hameln                     | 30× FV432, 12× Spartan, 12× FV180, and 12× AVLB                                                        |
| 4th Armoured Division Transport Regiment, Royal Corps of Transport  | Minden                     | |
| 4th Ordnance Battalion, Royal Army Ordnance Corps                   | Herford                    | |
| 4th Armoured Workshop, Royal Electrical and Mechanical Engineers    | Detmold                    | |
| 8th Field Workshop, Royal Electrical and Mechanical Engineers       | Colchester, UK             | |
| 4th Armoured Field Ambulance, Royal Army Medical Corps              | Minden                     | |
| 19th Field Ambulance, Royal Army Medical Corps                      | Colchester, UK             | |
| 222nd (East Midlands) Field Ambulance, Royal Army Medical Corps (V) | Leicester, UK              | |
| 223rd (Durham) Field Ambulance, Royal Army Medical Corps (V)        | Newton Aycliffe, UK        | |
| 114th Provost Company, Royal Military Police                        | Detmold                    | |

## Kommandierende Generale
- Generalleutnant Sir Redvers Buller (10. Januar 1901–25. Oktober 1901)
- Generalleutnant Sir Henry Hildyard (25. Oktober 1901–15. September 1902)
- Generalleutnant Sir John French (15. September 1902–August 1914)
- Generalleutnant Sir Douglas Haig (August–Oktober 1914)
- Generalleutnant Sir Charles Monro (27. Dezember 1914–13. Juli 1915)
- Generalleutnant Sir Hubert Gough (13. Juli 1915–Mai 1916)
- Generalleutnant Sir Arthur Holland (Mai 1916–1918)
- Generalleutnant Sir John Dill (September 1939–April 1940)
- Generalleutnant Michael Barker (April–Mai 1940)
- Generalleutnant Harold Alexander (Juni–Dezember 1940)
- Generalleutnant Laurence Carr (Dezember 1940–Mai 1941)
- Generalleutnant Henry B.D. Willcox (Mai 1941–Mai 1942)
- Generalleutnant Frederick Morgan (Mai 1942–April 1943)
- Generalleutnant Gerard Bucknall (April–Juli 1943)
- Generalleutnant John Crocker (August 1943–Mai 1945)
- Generalleutnant Sidney Kirkman (Mai–September 1945)
- Generalleutnant Gwilym Ivor Thomas (September 1945–Juni 1947)
- Generalleutnant Sir Alfred Dudley Ward (November 1951–Januar 1953)
- Generalleutnant Sir James Cassels (Januar 1953–April 1954)
- Generalleutnant Sir Hugh Stockwell (April 1954–Dezember 1956)
- Generalleutnant Sir Harold Pyman (Dezember 1956–März 1958)
- Generalleutnant Sir Michael Alston-Roberts-West (März 1958–März 1960)
- Generalleutnant Sir Charles Phibbs Jones (März 1960–März 1962)
- Generalleutnant Sir Kenneth Darling (März 1962–Dezember 1963)
- Generalleutnant Sir Richard Elton Goodwin (Dezember 1963–Januar 1966)
- Generalleutnant Sir John Mogg (Januar 1966–Januar 1968)
- Generalleutnant Sir Mervyn Butler (Januar 1968–Januar 1970)
- Generalleutnant Sir John Sharp (Januar 1970–Januar 1972)
- Generalleutnant Sir Roland Gibbs (Januar 1972–Januar 1974)
- Generalleutnant Sir Jack Harman (Januar 1974–April 1976)
- Generalleutnant Sir Richard Worsley (April 1976–Juli 1978)
- Generalleutnant Sir Peter Leng (Juli 1978–Oktober 1980)
- Generalleutnant Sir Nigel Bagnall (Oktober 1980–Mai 1983)
- Generalleutnant Sir Martin Farndale (Mai 1983–Mai 1985)
- Generalleutnant Sir Brian Kenny (Mai 1985–August 1987)
- Generalleutnant Sir Peter Inge (August 1987–September 1989)
- Generalleutnant Sir Charles Guthrie (September 1989–Dezember 1991)
- Generalleutnant Sir Jeremy Mackenzie (Dezember 1991–August 1992)

## Manöver
- Exercise Spearpoint 80 (1980)
- Lionheart 84 (1984)
- Plain Sailing (1989)

Dazu gehörten regelmäßige Bereitschaftsübungen wie Quick Train, Rocking Horse und Active Edge.